# Бовихтовые

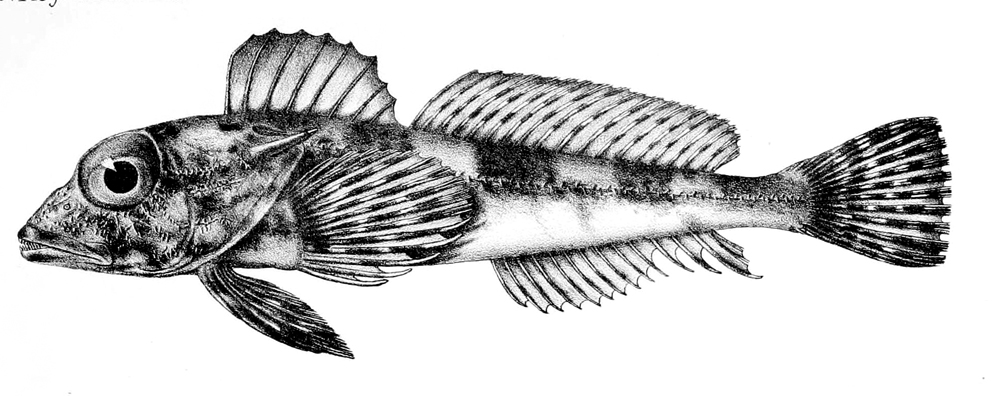
Bovichtus angustifrons (рисунок 1913 года)

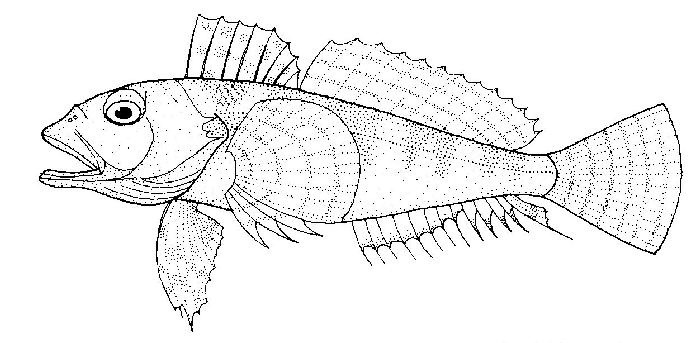
Bovichtus variegatus

Бовихтовые, или щекороговые (лат. Bovichtidae) — наиболее примитивное семейство периантарктических морских донных лучепёрых рыб подотряда нототениевидных отряда окунеобразных. Ранее латинское название семейства писали также, как Bovichthyidae. Представители семейства распространены главным образом в нотальных водах умеренных широт южного полушария у берегов Южной Америки (Аргентина, Чили), Тасмании, южной Австралии, Новой Зеландии, островов Тристан-да-Кунья, Сен-Поль и Амстердам. Один вид (Bovichtus chilensis) также встречается в Антарктике у острова Венке близ Антарктического полуострова. Около 10 видов в 3 родах.

## Описание
Тело бычковидное, голое. Два разделённых узким междорсальным пространством спинных плавника, первый спинной плавник колючий. На крышечной кости имеется хорошо развитый шип. Рот выдвижной. Жаберная перепонка не приращена к межжаберному промежутку. В отличие от других нототениевидных рыб имеются зубы на нёбной кости и сошнике. Боковая линия одна. Как и у прочих нототениевидных плавательный пузырь отсутствует. Бентофаги. Молодь некоторых видов ведёт пелагический образ жизни. Общая длина 10,5—80 см.
Вид Bovichtus chilensis включён в Красный список МСОП.

## Систематика
3 рода и около 10 видов.
Некоторые авторы считают семейство Bovichtidae полифилетической группой.
- Род Bovichtus Valenciennes in Cuvier et Valenciennes, 1832 — Щекороги
  - Bovichtus angustifrons Regan, 1913
  - Bovichtus argentinus MacDonagh, 1931
  - Bovichtus chilensis Regan, 1913
  - Bovichtus diacanthus Carmichael, 1819
  - Bovichtus oculus Hardy, 1989
  - Bovichtus psychrolutes Günther, 1860
  - Bovichtus variegatus Richardson, 1846 — Австралийский щекорог
  - Bovichtus veneris Sauvage, 1879
- Род Cottoperca Steindachner, 1876 — Колючепёры
  - Cottoperca gobio Günther, 1861 — Бычковидный колючепёр, или бычковидный щекорог
- Род Halaphritis Last, Balushkin et Hutchins, 2002
  - Halaphritis platycephala Last, Balushkin et Hutchins, 2002